# Vacas, Cochabamba

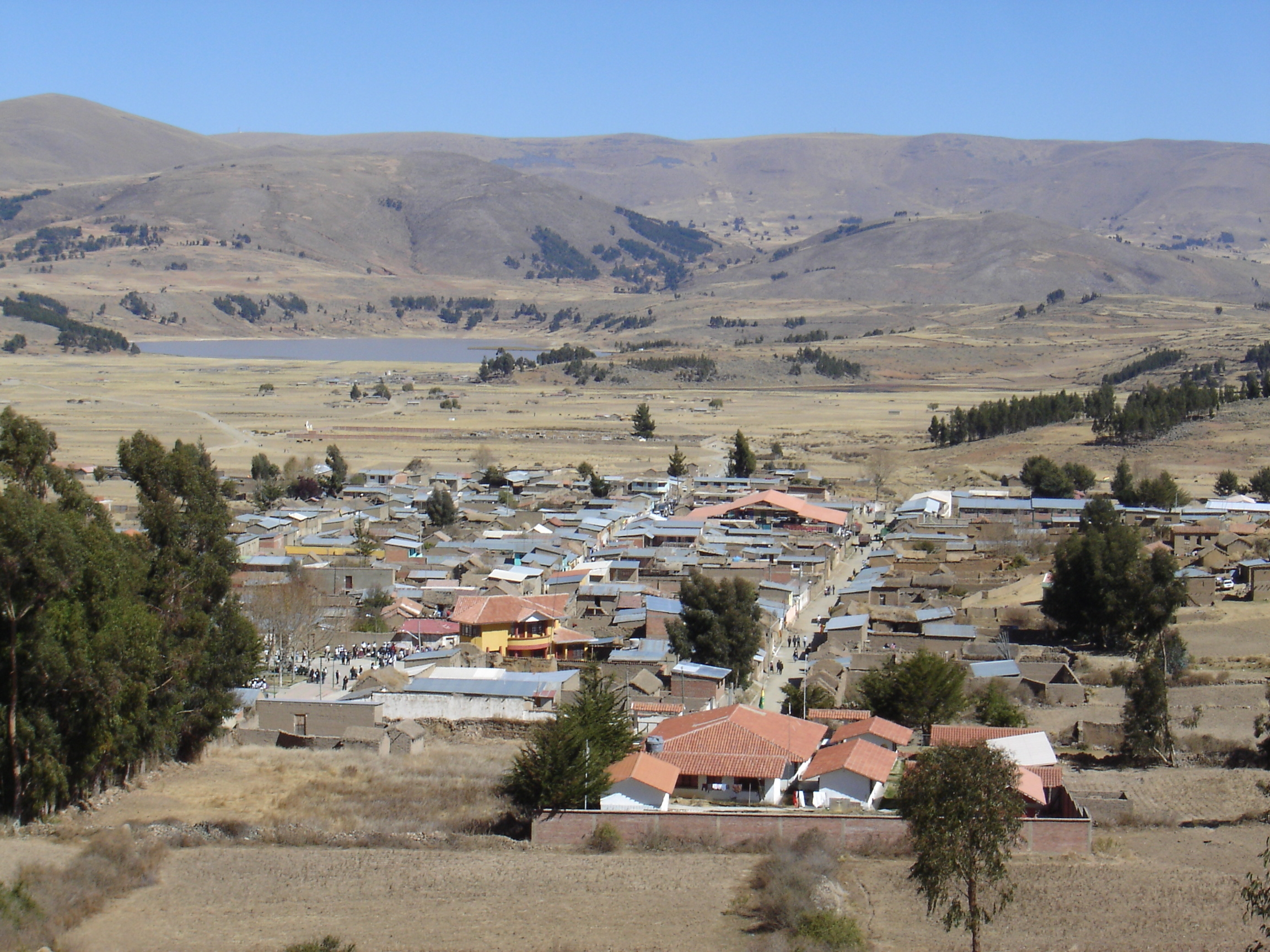
Vacas

Vacas är  en ort i den bolivianska provinsen Arani i departementet Cochabamba. Vacas är huvudort i kommunen Vacas.